# Gaizka Garitano
Gaizka Garitano Aguirre (* 9. Juli 1975 in Bilbao) ist ein spanischer Fußballtrainer und ehemaliger -spieler. 

## Karriere

### Als Spieler
Gaizka Garitano startete seine Karriere als Fußballer in der Reserve-Mannschaft von Athletic Bilbao. Dort stand er von 1992 bis 1999 sieben Jahre lang unter Vertrag, wurde jedoch auch zwei Mal ausgeliehen. Zunächst 1996/1997 an den Zweitligisten UE Lleida, wo er in 14 Spielen auflief, dann an den baskischen Club SD Eibar, für den er ebenfalls ein Jahr in Liga 2 aktiv war.
Im Sommer 1999 wechselte Garitano endgültig zum Zweitligisten Eibar. Dort wurde er in der Saison 2000/2001 an den Drittligisten CD Ourense ausgeliehen, wo er an seine Form aus der Zeit in Bilbao anknüpfen konnte. Die folgenden Jahre spielte Garitano stets als feste Größe im Mittelfeld Eibars, ehe 2004/2005 erneut der Aufstieg in Liga 1 verpasst wurde.
Im Sommer 2005 ging Garitano zum Erstligisten Real Sociedad. Dort kam er schon in seiner ersten Saison regelmäßig zum Einsatz und erzielte drei Tore in 20 Spielen. Danach waren es schon 27 Einsätze, doch die Basken stiegen in die Segunda División ab. Auch dort war Gaizka Garitano Stammspieler. Nach Abstieg in die 3. Spielklasse beendete Gaizka Garritano 2009 mit 34 Jahren seine Fußballerkarriere, nach unter anderem über 300 Spielen in der spanischen zweiten Liga.

### Als Trainer
Nach Ende seiner Profikarriere wechselte er als Assistenztrainer zum ebenfalls gerade in die 3. Liga abgestiegenen SD Eibar und wurde mit Beginn der Saison 2012/13 Trainer der ersten Profimannschaft, mit der 2013 in die 2. Liga und 2014 in die Primera División aufstieg. Nachdem der SD Eibar die Folgesaison rechnerisch auf einem Abstiegsplatz beendet hatte und nur aufgrund eines Zwangsabstiegs des FC Elche nicht hatte absteigen müssen, erklärte Garitano seinen Rücktritt. Es folgten weitere kurzzeitige Tätigkeiten als Cheftrainer bei Real Valladolid sowie Deportivo La Coruña.
Zur Saison 2017/18 wurde er Trainer von Bilbao Athletic, der zweiten Mannschaft von Athletic Bilbao. In seiner zweiten Saison wurde er im Dezember 2018 zum Cheftrainer der ersten Mannschaft befördert und hatte diese Position bis Januar 2021 inne. Er erreichte mit Athletic Bilbao insbesondere das Finale des Copa del Rey 2019/20, das jedoch aufgrund der COVID-19-Pandemie erst im April 2021, nach seiner Entlassung, ausgetragen und schlussendlich verloren wurde.
Zur Saison 2021/22 wurde er erneut Trainer von SD Eibar. Nachdem er mit Eibar zwei Saisons hintereinander den Aufstieg in die Primera División in den Play-offs verpasst hatte, einigte er sich mit dem Verein im Juni 2023 im gegenseitigen Einverständnis auf eine Vertragsauflösung. Im Oktober 2023 übernahm er UD Almería. Nachdem der Klub sämtliche 19 Ligaspiele unter seiner Verantwortung sieglos geblieben war, wurde er im März 2024 wieder entlassen. Der einzige Pflichtspielsieg während seiner Amtszeit gelang in der Copa del Rey 2023/24 gegen den viertklassig spielenden CF Talavera de la Reina, bevor er mit dem Team in der zweiten Runde am ebenfalls viertklassig spielenden UD Barbastro scheiterte.